# Deliktaş, Kangal
Deliktaş là một xã thuộc huyện Kangal, tỉnh Sivas, Thổ Nhĩ Kỳ. Nó nằm giữa thị trấn Ulaş và Kangal, phía đông đường cao tốc của bang. Deliktaş cách trung tâm Kangal 19 km và cách tỉnh Sivas 65 km. Dân số thời điểm năm 2011 là 265 người.